# Cosmosoma analicincta
Cosmosoma analicincta är en fjärilsart som beskrevs av Rothschild 1910. Cosmosoma analicincta ingår i släktet Cosmosoma och familjen björnspinnare. Inga underarter finns listade i Catalogue of Life.